# Cantone di Chevreuse
Il Cantone di Chevreuse era una divisione amministrativa dell'Arrondissement di Rambouillet.
È stato soppresso a seguito della riforma complessiva dei cantoni del 2014, che è entrata in vigore con le elezioni dipartimentali del 2015.
Comprendeva i comuni di:
- Cernay-la-Ville
- Chevreuse
- Choisel
- Dampierre-en-Yvelines
- Lévis-Saint-Nom
- Magny-les-Hameaux
- Le Mesnil-Saint-Denis
- Milon-la-Chapelle
- Saint-Forget
- Saint-Lambert
- Saint-Rémy-lès-Chevreuse
- Senlisse
- Voisins-le-Bretonneux